# Clanfield (Oxfordshire)
Clanfield – wieś w Anglii, w hrabstwie Oxfordshire, w dystrykcie West Oxfordshire. Leży 24 km na zachód od Oksfordu i 105 km na zachód od Londynu. W 2011 miejscowość liczyła 855 mieszkańców.